# Batalha do Lago Cúrcio
A batalha do Lago Cúrcio ocorreu nos primeiros anos do reinado do primeiro rei de Roma, Rômulo, entre o exército romano, liderado pelo fundador de Roma, e os sabinos de Tito Tácio, no período entre 753 e 751 a.C. Segundo a lenda, a guerra foi desencadeada após o rapto das mulheres sabinas e resultou na união dos dois povos numa única comunidade.

## Contexto histórico
Assim que os romanos fundaram a cidade no Palatino, começaram a crescer, tanto que, segundo Tito Lívio, pareciam "tão poderosos que eram capazes de rivalizar militarmente com quaisquer povos do entorno" (latinos). Porém, faltava mulheres para garantir que tal grandeza prevalecesse, que até então estava destinada a durar apenas uma geração se os romanos não tivessem encontrado esposas suficientes para procriar novos filhos em prol da cidade.
...Rômulo, a conselho dos senadores, enviou embaixadores aos povos vizinhos para estipular tratados de aliança com esses povos e incentivar a união de novos casamentos. [...] A embaixada não foi ouvida por ninguém: por um lado sentiam desprezo, por outro temiam por si próprios e pelos seus sucessores, que tal poder pudesse crescer entre eles' '.— Lívio, Ab Urbe condita libri, I, 9.
A juventude romana não encarou com bons olhos tal desdém, tanto que a solução que surgiu foi o uso da força. Rómulo, porém, decidiu esconder o seu ressentimento e organizou jogos solenes em homenagem a Conso e os chamou de Consuália. Então ordenou que seus homens convidassem os povos vizinhos para o espetáculo: dos ceninenses, aos antemnates, crustúminos e sabinos, estes últimos estabeleceram-se na colina próxima Quirinal.
Quando chegou a hora marcada para o espetáculo e todos estavam concentrados nos jogos, conforme estabelecido, um motim eclodiu e os jovens romanos começaram a correr para sequestrar as meninas. Muitos caíram nas mãos da primeira pessoa que encontraram. As mais bonitas eram destinadas aos senadores mais importantes....— Lívio, Ab Urbe condita libri, I, 9.
Terminado o espetáculo, os pais das meninas fugiram, acusando os romanos de terem violado o pacto de hospitalidade. Rómulo conseguiu acalmar a mente das meninas e, com o passar do tempo, parece que a raiva das meninas desapareceu graças à atenção e paixão com que os romanos as trataram nos dias seguintes.
Dos povos que sofreram a afronta, os primeiros foram os ceninenses a serem derrotados e conquistados pelos romanos. Depois foi a vez dos antemnates, e o crustuminos. Faltava os Sabinos.

## A batalha
O último ataque a Roma foi o dos Sabinos, durante o qual se fala da virgem vestal, Tarpeia, filha do comandante da fortaleza de Espúrio Tarpeio, que, subornada com ouro por Tito Tácio, permitiu que um grupo de homens armados entrasse na cidadela fortificada no Capitólio por engano. A ocupação da fortaleza pelos Sabinos fez com que os dois exércitos chegassem ao sopé das duas colinas (Palatino e Monte Capitolino, exatamente onde se encontra o Fórum Romano), enquanto os líderes de ambos os lados incitavam os seus soldados a lutar: Mécio Cúrcio pelos Sabinos e Hóstio Hostílio pelos romanos. O campo de batalha estava cercado por muitas colinas, não oferecendo aos dois exércitos rotas de fuga suficientes ou vias limitadas para perseguir o inimigo "em rota". Acrescente-se que precisamente naqueles dias, devido às fortes chuvas, o rio que atravessa o fórum transbordou, deixando um lodo denso e estagnante, dificilmente visível e evitável, mas perigoso e insidioso.
Alguns acontecimentos curiosos são contados durante a batalha, como:
1. quando o comandante sabino, Mécio Cúrcio, homem de alma altiva, seguindo a cavalo, tendo ido muito à frente do seu exército, conseguiu evitar milagrosamente de ser engolido com o seu cavalo pelo traiçoeiro lodo escuro daqueles sítios, que em virtude deste evento foi denominado lago Cúrcio;[13]
2. Hóstio Hostílio caiu durante a batalha que eclodiu pouco depois, forçando as forças romanas a recuar perto do antigo portão do Palatino;[14]
3. Rômulo, atingido por uma pedra durante a batalha, na qual os Sabinos estavam em vantagem e conseguiram chegar às encostas do Palatino, primeiro caiu inconsciente;[15] depois de se recuperar do ferimento, vendo os seus homens recuar, invocou Júpiter e prometeu-lhe, em caso de vitória, um templo dedicado a ele (o templo de Júpiter Estator perto do Fórum Romano);[11] e então jogou-se no meio da batalha, conseguindo contra-atacar até os locais onde, alguns anos depois, foi erigida a chamada Régia e o templo de Vesta, por fim vencendo as hostes sabinas inimigas.[16][17]

Foi neste momento que as mulheres sabinas, anteriormente raptadas pelos romanos, se atiraram sob uma saraivada de flechas entre as facções opostas para dividir os contendores e acalmar a sua raiva.

De um lado os maridos imploravam (os  Romanos) e do outro os pais (os Sabinos). Estes imploraram-lhes que não cometessem um crime horrível ao se mancharem com o sangue de um sogro ou genro e que evitassem cometer parricídio contra os filhos que dariam à luz, filhos para uns e netos para outros.— Tito Lívio, Ab Urbe condita libri, I, 13.

## Consequências
Com este gesto, ambas as partes foram convencidas a estipular um tratado de paz, lançando a união entre os dois povos, associando os dois reinos e transferindo o poder de decisão para Roma, que viu assim a sua população duplicar. E novamente Tito Lívio conta que, para conhecer os Sabinos, os romanos tomaram o nome de quiritos, da cidade de Cures, enquanto o lago vizinho, próximo ao atual Fórum Romano, foi chamado em memória daquela batalha e do comandante sabino que escapou da morte (Mécio Cúrcio), lago Cúrcio.